# Alexia Rodriguez
Alexia Rodriguez este o cântăreață, compozitoare și chitaristă din Arizona, cunoscută mai ales ca membră a formației metalcore Eyes Set to Kill.

## Biografie
Alexia Rodriguez s-a născut în Tempe, Arizona.
Înainte ca Alexia să-și înceapă cariera muzicală profesională, ea a luat cursuri de chitară acustică. Alexia a influențat-o mult și pe sora sa să continue să activeze în muzică, iar Anissa a decis să cânte la chitară bas. Ulterior cele două îmbinând pasiunea de muzică cu prioritățile de carieră, au format în 2004 trupa Eyes Set to Kill. Lindsey Vogt a devenit atunci vocalista principală, însă aceasta din urmă a părăsit ulterior formația din motive personale și Alexia a preluat rolul de vocalistă/chitaristă în cadrul formației.

## Discografie

### Cu Eyes Set to Kill
Albume de studio
- Reach (2008)
- The World Outside (2009)
- Broken Frames (2010)
- White Lotus (2011)
- Masks (2013)

EP-uri
- When Silence Is Broken, The Night Is Torn (2006)

Compilații
- The Best of ESTK (2011)

## Premii și nominalizări

### Revolver Golden Gods Awards
| An   | Recipient                 | Premiu                    | Rezultat     |
| ---- | ------------------------- | ------------------------- | ------------ |
| 2010 | Alexia & Anissa Rodriguez | Hottest Chick(s) in Metal | Nominalizare |